# Kerstin Hermansson
Kerstin Hermansson, född 1960, är en svensk politiker (centerpartist) och familjeföretagare. 
Hermansson är verksam som gruppledare för centerpartiet i Borås sedan 1998 och stod som förstanamn på partiets riksdagslista i Västra Götalands läns södra valkrets i riksdagsvalet 2010, partiet tog emellertid inte mandat. Hon vikarierade i riksdagen då Claes Västerteg var föräldraledig vårvintern 2007, och satt då som ersättare i försvarsutskottet och miljö- och jordbruksutskottet.
Hermansson bor på landet mellan Borås och Kinna, i Seglora, där familjen har ett jordbruk. Hon är även ordförande i Seglora hembygdsförening. 